# MBDA Meteor
Die MBDA Meteor ist eine Luft-Luft-Rakete für große Entfernungen (englisch Beyond Visual Range, BVR), die von einem europäischen Konsortium aus MBDA, Airbus und Saab Bofors Dynamics produziert wird. Es handelt sich um eine Rakete nach dem Prinzip Fire-and-Forget. Die Waffe ist ein großer Schritt in Richtung Unabhängigkeit von der amerikanischen Politik und Industrie, denn bis zur Einführung der Meteor waren europäische Kampfflugzeuge bei weitreichender Luft-Luft-Bewaffnung zur Gänze von den USA und deren AIM-120 AMRAAM abhängig. Die Entwicklung der Meteor geht auch auf das Bekanntwerden der Wympel R-77PD (mit Staustrahltriebwerk) zurück.

## Geschichte

### Anfänge
Da die Trefferquote existierender BVR-Waffen recht gering war, schrieb die Royal Air Force unter dem Staff Requirement (Air) 1239 die Beschaffung einer neuen Luft-Luft-Lenkwaffe aus. Die größte Herausforderung für die Erfüllung des SR(A)1239 war die geforderte Energie im Endgame, d. h. nach Aufschalten des Suchers. Durch Computersimulationen und Gefechtsübungen bei Red-Flag-Manövern mit AIM-120-Flugkörpern wurde der Bedarf an einer höheren Flugleistung bei der Zielverfolgung festgestellt. Im Luftkampf nähern sich beide Seiten auf Schussdistanz, feuern Flugkörper aufeinander, wenden sofort hart und fliehen, um der gegnerischen Raketensalve zu entkommen. In einer Gefechtssituation AIM-120 gegen R-77 würde das gegnerische Kampfflugzeug folglich entkommen können. In diesem Fall spielen die maximale Waffenlast und die Ausdauer des Flugzeugs eine wichtige Rolle; Disziplinen, in denen die Suchoi-27-Familie (Natocode: Flanker) traditionell gut aufgestellt ist. Würde der Eurofighter mit einer Lenkwaffe ausgerüstet, welche über eine wesentlich größere Reichweite in der Verfolgung verfügt, könnte diese Situation vermieden werden.
Obwohl sich die Ausschreibung nur auf Großbritannien und dessen Bedürfnisse bezog, war damals bereits klar, dass der Gewinner de facto die Bewaffnung für alle vier Eurofighter-Partnerländer liefern würde. BAE Systems, Saab Missiles und GEC-Marconi boten mit der S225X eine staustrahlgetriebene Variante der Skyflash an, an der diese bereits seit Anfang der 1980er-Jahre arbeiteten. Daimler-Benz Aerospace (DASA) bot die A3M an, die französische Matra bot ein Derivat der MICA an, und Hughes eine verbesserte AIM-120. Da die Fusion der Lenkflugkörpersparten von British Aerospace und Matra (heute MBDA) vor der Türe stand, war absehbar, dass diese zusammenarbeiten würden. Kentron spielte ebenfalls mit dem Gedanken, einen Flugkörper anzubieten. Alle Designvorschläge sahen Staustrahltriebwerke vor, zumindest als Option. Alle Angebote besaßen aktive Radarsucher, mit Ausnahme der Skyflash-Variante S225X, welche halbaktiv war. Langfristig war aber der 4A-Sucher der MICA angedacht, welcher im Ku-Band (12–20 GHz) arbeitet. Hughes bot den Sucher der AIM-120 an, ein Monopulsradar im I-Band (8–10 GHz). DASA bot den fortschrittlichsten Sucher an, welcher aktiv im Ka-Band (30–40 GHz) arbeiten sollte. Damit sollte ein „Durchbrennen“ durch feindliche elektronische Gegenmaßnahmen, und die Verwendung eines gerichteten Gefechtskopfes möglich werden. Langfristig sollte der Sucher auch noch passiv im X-Band (8–12 GHz) empfangen können. Zwar wurden nicht explizit Dualsucher verlangt, die Defence Research Agency lobte aber die Vorteile. Die anderen Anbieter versuchten deshalb noch, in ihren Entwürfen abbildende Infrarotsucher mit dem Radarsucher zu kombinieren.

### Politische Differenzen
Um dem amerikanischen Druck zu widerstehen, schlossen sich 1996 alle europäischen Firmen zu einem Konsortium zusammen, wobei der 4A-Sucher der MICA verwendet werden sollte. Matra und LFK (früher DASA, heute MBDA) arbeiteten bereits zusammen, ebenso wie BAe Dynamics, Saab, GEC-Marconi und die italienische Alenia. Indem sich beide Konsortien unter Führung von BAE auf ein Konzept geeinigt hatten, konnte Hughes isoliert werden. Nun wurde angestrebt, die „Meteor“ genannte Waffe allen Eurofighter-Partnerländern schmackhaft zu machen, und auch für die Dassault Rafale und Saab 39 als Plattform zu werben. Deutschland stand dem Projekt aufgeschlossen gegenüber, wünschte sich aber einen größeren Anteil. Großbritannien verlangte eine finanzielle Beteiligung am Projekt, lehnte es aber ab, bei den Leistungsanforderungen auf die anderen Länder zuzugehen, was Deutschland und Schweden verärgerte. Diese Länder hatten ebenfalls kein Interesse daran ihre BVR-Bewaffnung in die Hände der USA zu legen, außer im äußersten Notfall. Sollte sich Großbritannien für ein AMRAAM-Derivat entscheiden, würden Deutschland, Italien und Schweden einen europäischen Flugkörper auf Basis der A3M entwickeln. Aufgrund der Konkurrenzsituation zwischen diesen Ländern und ihrem Eurofighter und den USA und ihren Kampfflugzeugen wollten diese bei der wichtigsten Luft-Luft-Bewaffnung nicht der (O-Ton) „Leibeigene“ der USA sein. Die Situation eskalierte, als das U.S. State Department den Verkauf von Gripen an Südafrika blockierte, da diese mit einem General-Electric-Triebwerk ausgerüstet sind. Zwar wurde das Embargo im März 1998 aufgehoben, allerdings nur, um mit F-16- und F/A-18-Angeboten konfrontiert zu werden. Als Schweden die JAS 39 nach Finnland verkaufen wollte, blockierten die USA wegen der angebotenen AIM-120 ebenfalls, sodass die Finnen gezwungen waren, F-18C/D zu kaufen. Gleichzeitig wurden in US-Fachzeitschriften anonyme „US-Quellen“ zitiert, die zu berichten wussten, dass die USA „einen Technologievorsprung von einem Jahrzehnt“ besäßen. Im transatlantischen Dialog wurde versucht, die Briten zu überzeugen eine britisch-amerikanische Lösung zu suchen. Allerdings zeigte die USAF kein Interesse an einer staustrahlgetriebenen Waffe, da sie fürchtete, die Kombination aus F-15C und Ramjet-Rakete könnte dem Kongress die Lust nehmen, Gelder für die F-22 freizugeben.
Auch in Europa wurde die Situation Anfang 1998 schwieriger: Während das Meteor-Team sich auf den 4A-Sucher der MICA geeinigt hatte, wollte Deutschland den fortschrittlichen Ka/X-Band-Sucher integrieren. Für den Fall, dass Großbritannien umfallen und mit Raytheon zusammenarbeiten sollte, drohte Deutschland die A3M zusammen mit Italien und Schweden oder allein umzusetzen. Die Bundesrepublik finanzierte deshalb LFK die Entwicklung des A3M-Flugkörpers weiter. Umgekehrt suchte Bodenseewerk Gerätetechnik eine Zusammenarbeit mit Raytheon, um den Sucher auf eine AMRAAM mit Staustrahltriebwerk zu montieren. Mitte 1998 war die Situation soweit, dass Deutschland Gelder für die EURAAM (früher A3M) freigab. Bayern-Chemie sollte in einem 24-monatigen Programm den Antrieb des Flugkörpers demonstrieren. Die Bundesrepublik war verärgert, dass Großbritannien das Programm mit europäischen Geldern diktieren wollte, ohne Kompromisse einzugehen. Da der Ku-Band-Sucher der MICA die deutschen Anforderungen nicht erfüllte und über diese Frage keine Einigung erzielt wurde, wurde die Entwicklung des Ka/X-Band-Suchers weiter vorangetrieben.
1999 stand Großbritannien vor der Wahl, den Flugkörper von Raytheon oder dem Meteor-Konsortium zu kaufen: Raytheon bot eine ERAAM mit Doppelpuls-Raketenmotor und kürzeren, widerstandsärmeren Flügeln an. Eine Hochrüstung auf FMRAAM-Standard mit Staustrahltriebwerk war möglich. ERAAM sollte 80 % von FMRAAMs Reichweite bei 50 % des Preises erreichen. Um das Angebot zu versüßen, sollte Aérospatiale das Staustrahltriebwerk liefern, auf Basis der nuklearen ASMP-Lenkwaffe. Royal Ordnance würde den Raketenmotor liefern, die Endmontage sollte bei Shorts Missile Systems erfolgen. Raytheon untersuchte auch ein aktives phasengesteuertes Radar für den Sucher, gab das Vorhaben aber wegen Kühlproblemen auf. Das Meteor-Team wollte den regelbaren Ramjet von Bayern-Chemie verwenden, und den 4A-Sucher der Aster. Deutsche Flugkörper (EURAAM) sollten mit dem Ka/X-Band-Sucher ausgerüstet werden. Sollte Großbritannien sich für die Meteor entscheiden, würde Frankreich ebenfalls einsteigen. Im Oktober 1999 unterzeichnete Boeing einen Vertrag, die Vermarktung der Meteor in den USA zu übernehmen. Im Jahr 2000 entschied sich Großbritannien schließlich für die Meteor, allerdings müssen bei der Entwicklung kritischer Technologien bestimmte Meilensteine erreicht werden, oder das Programm wird gestrichen. Die Möglichkeit, dass die AMRAAM von einer R-77 mit Staustrahlantrieb, vielleicht mit chinesischen Geldern finanziert, deklassiert werden könnte, gab den Ausschlag dazu.

### Entwicklung
2001 begannen Gespräche zwischen Frankreich, Italien, Großbritannien und Deutschland, eine Anti-Radar-Version der Meteor zu entwickeln. Dazu sollte der Sucher der ARMIGER mit dem Rumpf der Meteor kombiniert werden. Boeing, als US-Partner der Meteor-Entwicklung, untersuchte den Flugkörper für die US Navy. 2001 unterschrieb Italien den Entwicklungsvertrag, und bekam einen 12%igen Anteil zugewiesen. Am 23. Dezember 2002 unterschrieb Großbritannien im Auftrag aller sechs Länder den Vertrag mit MBDA. Die Produktionsanteile wurden wie folgt unter den Ländern verteilt: Großbritannien 39,6 %, Deutschland 16 %, Frankreich 12,4 %, Italien 12 %, Schweden 10 %, Spanien 10 %. Mitte 2003 vergab MBDA die Unteraufträge an Thales Airborne Systems (Sucher) und Bayern-Chemie/Protac (Antrieb).
Anfang 2004 waren die Windkanaltests der Meteor beendet, und Anpassungstests mit einem Mock-up an der JAS 39 fanden statt. Für das dritte Quartal 2005 waren erste Schießversuche auf dem Raketenversuchsgelände Vidsel angesetzt. Ende Oktober führten Italien und die USA Gespräche über die Integration des AARGM-Suchers in die Meteor, was technisch machbar wäre. In diesem Jahr flog die Rafale auch Tragetests mit der Meteor und anderen Waffen vom Flugzeugträger Charles de Gaulle. Mitte 2006 wurde der zweite Testschuss durchgeführt, und der Sucher erstmals getestet. Beim ersten Mal zündete der Motor aufgrund eines Softwarefehlers nicht. Der Großteil der Bodentests mit Gripen und Rafale war bereits abgeschlossen, die Tests mit dem Eurofighter begannen. Mitte 2008 wurden die Flugtests über den Hebriden fortgesetzt, dabei wurden zehn Testschüsse durchgeführt. Die Integration der Meteor in den Eurofighter Typhoon sollte ursprünglich 2006 stattfinden, allerdings konnten sich die vier Partnerländer nicht über die Finanzierung einigen. 2006 kam es deshalb zu einer zwölfmonatigen Verzögerung im Meteor-Programm, was die Initial Operating Capability auf August 2013 setzte. Am 4. Dezember 2012 wurde die Meteor zum ersten Mal von einem Eurofighter abgefeuert. Im Juli 2014 wurde die Meteor-Validierung auf der JAS 39 Gripen abgeschlossen. Im selben Monat wurde über eine Beteiligung Mitsubishis aus Japan verhandelt. Dabei soll eine verbesserte Variante der Meteor mit einem E-Scan-Radar ausgerüstet werden, wie bereits die Mitsubishi AAM-4B. Möglicherweise kommt dabei GaN zum Einsatz, um die Leistung der GaAs-Module zu übertreffen. Am 10. Juli 2014 begann die Produktion.
Anfang Dezember 2024 verschoss auch die Bundeswehr erstmals einen Meteor von einem ihrer Eurofighter. Dies markierte einen großen Meilenstein für die Nutzung des Lenkflugkörpers in der deutschen Luftwaffe.

## Überblick
Die Meteor ist durch ihren Staustrahlantrieb (engl. ramjet) ein ungewöhnlicher Flugkörper. Ähnlich wie bei der AIM-132 ASRAAM war eine deutliche Erhöhung der Abschussdistanz (Terminus: F-Pole) das Hauptentwicklungsziel. Gegnerische Flugzeuge und Bomber sollen so bereits im Anflug (engl. pre-merge) zerstört werden, bevor sie ihre Lenkwaffen abfeuern können. Der Grundgedanke dahinter ist, dass derjenige, der als Erster schießt, im Luftkampf die größten Gewinnchancen hat.
Bei Waffen mit Raketenantrieb wie der AIM-120 AMRAAM brennt der Motor nur in der Startphase, um die Waffe zu beschleunigen, danach gleitet die Waffe auf einer semiballistischen Flugbahn ins Ziel (engl. boost-glide profile). Die Höchstgeschwindigkeit wird dabei kurz nach dem Brennschluss des Triebwerks erreicht. Wenn das Ziel aufgeschaltet wurde und Ausweichmanöver fliegt (Terminus: Endgame), verliert eine solche Waffe stark an Geschwindigkeit, was die Trefferchancen reduziert. Im Gegensatz dazu fliegen staustrahlgetriebene Lenkwaffen das Ziel auf einer flachen Flugbahn an, die Höchstgeschwindigkeit wird dabei während des Marschfluges beibehalten. Durch das laufende Triebwerk kann die Waffe nach einem Manöver wieder beschleunigen und/oder steigen, und somit ihren Energieverlust kompensieren, was die Trefferquote erhöht.
Eine weitere Besonderheit ist die Vernetzung der Lenkwaffe mit anderen Einheiten. So ist es möglich, dass Flugzeug A die Meteor auf Ziel B abfeuert, während des Fluges aber der Waffe von Flugzeug C das Ziel D neu zugewiesen wird. Das Startflugzeug muss nach dem Feuern also keinen Sensorkontakt mehr mit dem Ziel haben, die Rakete kann von anderen Einheiten kontinuierlich mit neuen Zieldaten versorgt werden. Dabei ist auch eine Lenkung durch AWACS möglich. Nachdem die E-10 MC2A aus Kostengründen nicht beschafft wird, steht diese Fähigkeit nur eingeschränkt zur Verfügung. Der leistungsfähige Radarsucher soll dabei das Ziel auf möglichst große Entfernung orten und aufschalten können.
Die weit verbreiteten AIM-120A, B und C erzielten bis Ende 1999 eine Trefferquote von lediglich 59 %. Werden nur Schüsse außerhalb der Sichtweite des Piloten (engl. beyond visual range, BVR) betrachtet, sinkt die Trefferquote auf 46 %. Keines der Ziele setzte moderne elektronische Gegenmaßnahmen oder Signaturreduzierung ein, der spezifische Leistungsüberschuss der getroffenen Flugzeuge (MiG-29, Soko J-21 und MiG-25) war ebenfalls recht gering. Gegen moderne Maschinen vom Typ Su-35BM rechnet die Rand Corporation mit Trefferquoten von lediglich 10 bis 50 %.
Die zunehmende Verbreitung von Fluggeräten mit Tarnkappentechnik-Eigenschaften, und die Entwicklung von Schleppstörsendern, gerichteten AESA-Störsendern und Cross-Eye-Jamming erfordert auch eine Abkehr vom bewährten I/X/Ku-Band Radarsucher. Während Fluggeräte auch durch Infrarotzielsysteme und Emitteranpeilung auf Distanz geortet und beschossen werden können, ist die Trefferquote im Endgame gering. Somit sind Alternativ- oder Dualsucher mit Infrarot, passivem Radar, aktivem Millimeterwellenradar, optischen Sensoren und Lasern eine Option. Während die EURAAM bereits aktives Millimeterwellenradar mit einem passiven X-Band-Empfänger kombinierte, scheitert die Integration von Infrarotsuchern noch an der thermischen Belastung des langen und schnellen Fluges.

## Technik

### Allgemein

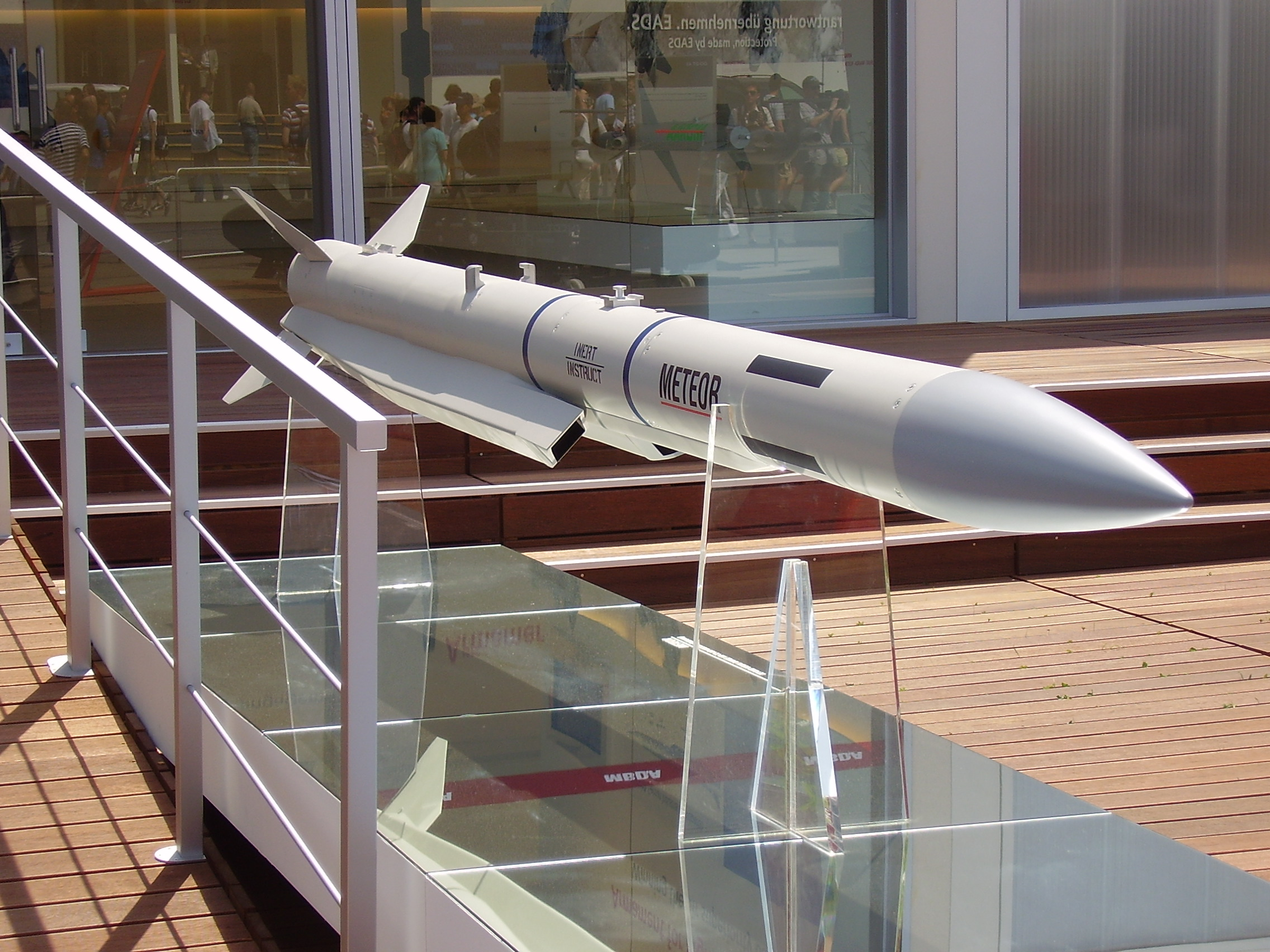
Die Wahl asymmetrischer Lufteinlässe zwingt zu ungewöhnlichen Steuermethoden.

Bedingt durch die Anforderung nach möglichst großer Abschussdistanz wurde der Flugkörper so widerstandsarm wie möglich entworfen. Lediglich die unvermeidlichen Steuerflächen am Ende der Rakete und die Lufteinlässe stören die Aerodynamik. Die Wahl eines asymmetrischen Lufteinlaufes zwingt die Rakete zu einer besonderen Steuerung: Während herkömmliche Lenkwaffen den Vorhaltepunkt durch die Bewegung der Steuerflächen ansteuern (engl. skid-to-turn), muss die Meteor wie ein Kampfflugzeug erst rollen, bevor sie eine Kurve fliegt (engl. bank-to-turn). Damit wird verhindert, dass die Luftströmung in die Einläufe vom Rumpf abgeschirmt wird, was den Totaldruckverlust erhöhen und die Schubkraft reduzieren würde. Für die A3M war geplant, zwei Sekunden vor dem Einschlag auf skid-to-turn zu wechseln. Es ist nicht bekannt, ob dies bei der Meteor implementiert wurde. Das Steuerproblem ließe sich durch doppelt symmetrische Lufteinläufe wie bei der Ch-31 umgehen, dies würde aber den Luftwiderstand der Waffe erhöhen.
Die Lenkrakete besteht im Prinzip aus drei Teilen: Sucher und Elektronik, Gefechtskopf und Antrieb. Der Radarsucher wird von MBDA und Thales entwickelt und ist eine Weiterentwicklung der 4A-(Active Anti-Air Seeker)-Produktfamilie, die auch in den MICA- und ASTER-Lenkwaffen zum Einsatz kommt. Die Rollraten des Suchers wurden erhöht, ebenso wurde ein neuer Transmitter und Prozessor eingebaut. Wie diese arbeitet er im Ku-Band (12–18 GHz), um trotz beschränkter Baugröße einen möglichst großen Antennengewinn zu erzielen. Die 4A-Sucher sind Monopuls-Doppler-Radare mit planarer Antenne. Die Kombination aus kleinerer Wellenlänge und modernem Transmitter erhöht die Sucherreichweite gegenüber Vergleichsmustern wie AIM-120 und R-77 deutlich, so dass auch Ziele mit einem Radarquerschnitt von <1 m² verfolgt werden können. Die Verfolgungsreichweite gegen große Luftziele soll 80 km betragen. Zusätzlich arbeitet der Sucher in einem „silent mode“, um Entdeckung und Störung zu erschweren. Die Komponenten des Suchers werden zu 35 % von Thales gefertigt, der Rest von der MBDA Seeker Division.
Die Navigation während der Flugphase erfolgt mit einem Trägheitsnavigationssystem, das auf dem der ASRAAM basiert. Das System wird von Northrop Grumman LITEF gefertigt und besteht unter anderem aus Beschleunigungssensoren und Laserkreiseln, um für alle drei Achsen die Position der Rakete im Raum zu errechnen. Kurz vor dem Start werden der Meteor die aktuelle Position und der Kurs des Zieles vom Trägerflugzeug übermittelt. Während des Fluges werden diese Daten über einen Zwei-Wege-Datenlink aktualisiert; die Rakete sendet dabei ihren Status (aktuelle Reichweite, mit Radarsucher gefundene Ziele, aufgeschaltetes Ziel u. a.) zurück. Dies ist wichtig, da die Rakete anders als andere Distanzwaffen auch von Dritten mit Daten versorgt werden kann. Die Software ist wie bei der ASRAAM in Ada 95 geschrieben, die des 4A-Suchers musste dabei von C umgeschrieben werden. Hinter dem Trägheitsnavigationssystem befindet sich der Radarannäherungszünder von Saab Bofors Dynamics mit vier symmetrischen Antennen, der auch den Aufschlagzünder enthält. Der Splittergefechtskopf wird von der TDW Gesellschaft für verteidigungstechnische Wirksysteme mbH entwickelt.
Als Antrieb kommt erstmals in einer Luft-Luft-Rakete statt eines Feststoffraketenmotors ein Staustrahltriebwerk zum Einsatz. Der Vorteil solcher Antriebe gegenüber Raketentriebwerken liegt in der höheren Treibstoffeffizienz, da als Oxidator der in der Umgebungsluft enthaltene Sauerstoff dient, der nicht im Treibstoff mitgeführt werden muss. Der Nachteil solcher Antriebe ist, dass sie für ihre Funktion mit Geschwindigkeiten von mindestens Mach 1 gestartet werden müssen. Ein Feststofftriebwerk ist also notwendig, um die Rakete auch bei niedrigeren Startgeschwindigkeiten einsetzen zu können. Das düsenlose Feststofftriebwerk der Meteor ist im Ramjet integriert, durch den Ausbrand des Antriebssatzes wird die Triebwerkskammer freigegeben. Dabei beschleunigt die Rakete beim Abfeuern von hoher Unterschallgeschwindigkeit auf Mach 2 in ungefähr zwei Sekunden. Danach werden die Lufteinlassöffnungen freigegeben und die Marschphase mit dem Ramjet beginnt. Als Weltneuheit werden hier erstmals Borane als Treibstoffe eingesetzt, die eine höhere gravimetrische und volumetrische Energiedichte als Kohlenwasserstoffe aufweisen. Der Brennstoff liegt dabei in fester Form vor und wird oxidatorarm in einem Gasgenerator verbrannt, das borhaltige Gas wird dann über ein Regelventil (engl. gas generator throat control valve) in die Brennkammer geführt. Dadurch kann der Flugkörper während des Fluges seine Geschwindigkeit der Situation anpassen, um die Trefferchancen zu erhöhen. Die Electronics and propulsion control unit (ECPU) errechnet dazu die richtige Marschgeschwindigkeit abhängig von Ort und Höhe des Ziels, und verstellt Lufteinlauf und Gaskontrolle entsprechend. Wenn die ECPU feststellt, dass der Rakete bis zum Einschlag trotz Beschleunigung nicht der Kraftstoff ausgehen wird, beschleunigt diese auf maximale Abfanggeschwindigkeit. Befindet sich das Ziel in maximaler Entfernung, wird so gut wie keine Beschleunigung nach dem Abfeuern stattfinden. Die Einlassrampen der Lufteinläufe garantieren eine verlustarme Schrägstoßverdichtung der Luft, diese wird in der Rakete auf Unterschallgeschwindigkeit abgebremst, in die Brennkammer geführt und dort verbrannt. Da Borane zur spontanen Selbstentzündung neigen (siehe: High-Energy-Fuels) ist eine stabile Zündung und Verbrennung gewährleistet, ein Flammabriss ist ausgeschlossen. Das Heißgas wird anschließend in einer konvergent-divergenten Düse beschleunigt und ausgestoßen. Am Heck der Waffe sind vier Steuerflächen zur Lenkung des Flugkörpers angebracht.
Die Meteor wird zusammengebaut in einem hermetisch versiegelten Container ausgeliefert und bleibt dort lebensdauerlang wartungsfrei liegen. Bei Benutzung kann diese einfach dem Container entnommen und ohne weitere Vorbereitungen an das Flugzeug montiert werden (engl. all-up round). Wenn das eingebaute Testsystem einen Fehler in der Rakete entdeckt, wird die Rakete im Container zum Hersteller geschickt und anschließend retourniert.

### Einsatzüberlegungen

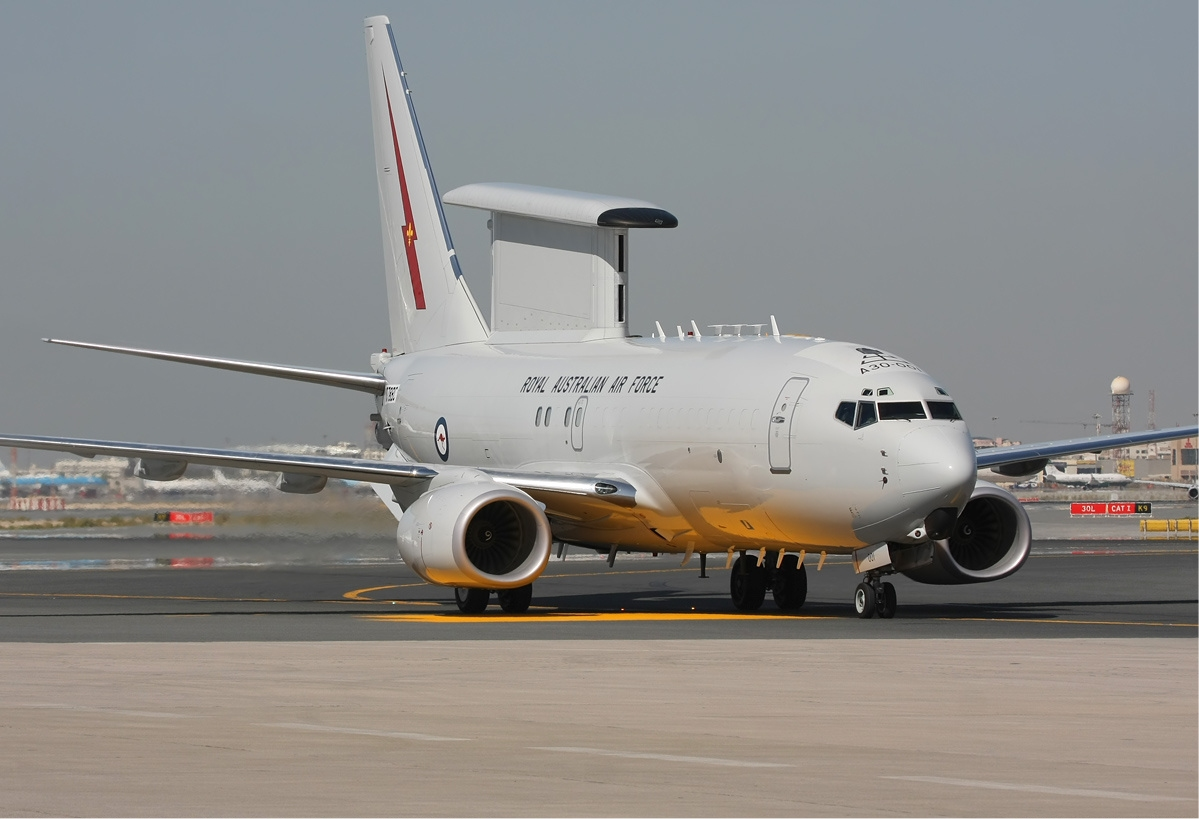
Boeing 737 Wedgetail der RAAF, der E-10 MC2A ähnlich

Die Leistungsparameter des Flugkörpers wurden nicht veröffentlicht, die Geschwindigkeit und Reichweite werden nur ungenau mit „über Mach 4“ und „über 100 km“ angegeben. Relevante Daten wie Launch success zone, F-Pole und No-Escape Zone sollen Schätzungen zufolge diejenigen der bei Vertragsabschluss existierenden Waffen um das zweifache übertreffen. Laut MBDA erreicht die Lenkwaffe drei bis sechs Mal höhere Flugleistungen als existierende BVR-Waffen. Interessant ist, dass die Ausschreibung der Briten für eine Future Medium Range Air to Air Missile (FMRAAM) eine Waffe mit einer Reichweite von 80+ sm (150+ km) verlangte, eine Zahl, die auch für die Meteor häufiger genannt wird. Die Niederländische Organisation für Angewandte Naturwissenschaftliche Forschung nennt in einem Papier von 1996 für die A3M, welche bis auf den Sucher mit der Meteor identisch ist, eine Reichweite von über 250 km in großen Höhen, mit Verbesserungspotential.
Da die Meteor-Lenkwaffen auch durch AWACS in Ziele gelenkt werden können, ist die Feuerleitung nicht auf ein Kampfflugzeug mit Sensorkontakt beschränkt. Die ursprünglich geplante E-10 MC2A sollte mit ihrer aktiv phasengesteuerten L-Band-Antenne nicht nur Computer- und Lenksysteme des Gegners mit Hochleistungsmikrowellen (HPM) in bis zu 185 km (zer)stören, sondern auch Stealth-Flugzeuge auf relevante Entfernungen orten können. Eine E-3 Sentry kann aufgrund ihrer langsamen Antennenrotation nur alle zehn Sekunden ein Zielupdate zur Verfügung stellen, allerdings können mit RISP-Upgrade bereits Ziele mit einem Radarquerschnitt von 0,5 m² in mindestens 556 km geortet werden.
Diese Methode hat mehrere Vorteile: Zum einen können die Kampfflugzeuge im Radarbereich dieses AWACS nach dem Feuern sofort wenden, um der gegnerischen Raketensalve zu entgehen. Zum anderen kann die Störfestigkeit der Lenkwaffe verbessert werden, da diese nicht nur auf ihren bordeigenen Sucher angewiesen ist, sondern die Positionsdaten des Ziels vom AEW&C empfängt. Ist ein AWACS mit einer AESA-Antenne ausgerüstet, wie das ursprünglich geplante E-10 MC2A oder die Boeing 737 Wedgetail, können Lenkwaffen auch gegen agile Ziele geführt werden.
In Duellsituationen ist die Reichweite des Waffensuchers entscheidend, da die Abschussplattform sofort wenden kann, wenn die Meteor das Ziel mit ihrem Ku-Band-Radar erfasst hat. Die Wahl des Ku-Band-Suchers und dessen große Reichweite von 80 km soll dabei den großen Radarquerschnitt älterer Baumuster (Su-30, F-15 usw.) ausnutzen. Die Trefferquote dürfte maßgeblich von der Güte des LPI-Betriebsmodus abhängen, da existierende Schleppstörsender und EloGM-Systeme bereits im Ku-Band arbeiten. Die Wahl des fortschrittlichen aktiv/passiven Ka/X-Band-Suchers hätte die Störfestigkeit verbessert, die Trefferquote gegen Tarnkappenflugzeug erhöht und den Einsatz als Anti-Radar-Luft-Luft-Rakete ermöglicht. Vermutlich war es den Partnerländern aber nicht vermittelbar, warum bei einer „europäischen“ Rakete nicht nur der Antrieb (Bayern-Chemie/Protac) und der Gefechtskopf (TDW), sondern auch noch der Sucher (BGT) aus Deutschland kommen sollte.

## Varianten
- Meteor: Standardversion mit aktiven Ku-Band-Sucher mit LPI-Eigenschaften. Soll 80 km Reichweite gegen Ziele mit großer Radarrückstrahlfläche (RCS) besitzen. Wenn 25 m² (z. B. Su-30) angenommen werden, ergeben sich 36 km für 1 m², und 20 km für 0,1 m². Dies ist auch konsistent mit der Aussage, dass Ziele mit einem RCS von unter 1 m² sicher verfolgt werden können.
- EURAAM: Früher als A3M bezeichnet. Sollte die deutsche Version der Meteor werden, und bis auf den fortschrittlichen aktiven/passiven Ka/X-Band-Sucher von Bodenseewerk Gerätetechnik (BGT) mit dieser identisch sein. Der aktive Frequenzbereich des Millimeterwellenradars wird meist mit 30–40 GHz angegeben, die TNO gibt für den passiven Frequenzbereich 8–13 GHz an.[38] Seit 2000 wurde davon nichts mehr gehört, der Alternativsucher fiel wahrscheinlich finanziellen Zwängen zum Opfer.
- Meteor ARM: Anti-Radar-Version der Meteor. 2001 war angedacht, den progressiven Passiv-Radar/Infrarot-Sucher der ARMIGER auf die Meteor zu setzen, um Anti-Radar-Flugkörper halbversenkt am Rumpf des Eurofighters mitführen zu können. Das EuroDASS Praetorian erlaubt die präzise, kooperative Positionsbestimmung von Emittern, sodass die Meteor ARM dank eines internen GPS-Empfängers auf die Radarstellung abgefeuert werden kann, selbst wenn diese abgeschaltet ist. Im Endanflug würde der abbildende Infrarotsucher das Ziel identifizieren.[18] 2005 wurde untersucht, den fortschrittlichen passiven/aktiven Radar/W-Band-Sucher der AARGM auf die Meteor zu montieren, was erfolgreich war. Die AARGM kann nach Abschalten des Radars auf die GPS-Position desselben abgefeuert werden und sucht das Ziel im Endanflug mit aktivem Millimeterwellenradar (95 GHz).[24] Theoretisch ist auch ein Einsatz gegen Luftziele denkbar, wenn die Software angepasst würde. Eine Beschaffung ist zurzeit nicht geplant.

## Nutzerstaaten

Nutzerstaaten der Meteor

Die Preise der Waffen enthalten für die Länder, welche an der Entwicklung beteiligt sind, die Entwicklungskosten. Da die Produktionsanteile ungleich auf die Länder verteilt sind, ist auch der Preis der Meteor von Nation zu Nation unterschiedlich. So ist Deutschland mit 16 % beteiligt und zahlt etwa 900.000 EUR pro Waffe, während Großbritannien mit fast 40 % rund eine Million Pfund Sterling pro Flugkörper zahlen wird. Italien mit 12 % Entwicklungsanteil wird € 126 Mio. für die Entwicklung, und € 390 Mio. für 400 Flugkörper bezahlen. Die bestellten Waffen sind (11/2019):
- Ägypten
- Brasilien – 100[4]
- Deutschland – 520
- Frankreich – 200 Zulauf ab 2018[52]
- Griechenland
- Indien
- Italien – 400[19]
- Katar – 160
- Saudi-Arabien
- Schweden – Tests mit Saab 39 Gripen Ende Juni 2013 abgeschlossen, Zulauf ab Juli 2016[53]
- Spanien – 100
- Südkorea
- Vereinigtes Königreich – 400 Stück, Zulauf ab 2018[15]

Boeing ist für die Vermarktung auf dem US-Markt und die Integration in eigene Produkte wie die F/A-18E/F Super Hornet zuständig. Die Waffe wird auch in Indien beworben.

## Ähnliche Flugkörper mit großer Reichweite
- AIM-174
- AIM-260 JATM
- PL-15
- PL-21
- Wympel R-37